# (153814) 2001 WN5
(153814) 2001 WN5 — субкілометровий астероїд, класифікований як навколоземний об'єкт і потенційно небезпечний астероїд групи Аполлон.
| Дата, час            | Підхід до | Номінальна відстань | область невизначеність (3-сигма) |
| -------------------- | --------- | ------------------- | -------------------------------- |
| 2028-26 червня 05:23 | Земля     | 248714              | ± 25 км                          |
| 2028-26 червня 07:43 | Місяць    | 502854              | ± 26 км                          |

## Опис
Був виявлений обсерваторією Лоуелла для пошуку навколоземних об'єктів на станції Anderson Mesa 20 листопада 2001 р. Потенційно небезпечний астероїд був видалений з таблиці ризиків Sentry 30 січня 2002 р.
Існують попередні зображення, датовані 10 лютого 1996 року. Орбіта добре визначена з дугою спостережень 14,9 року, яка включає два спостереження із затримкою радіолокації. Він має параметр невизначеності 0.
Астероїд пройде 248 700 км (0,647 LD) із Землі 26 червня 2028 р. Під час близького зближення астероїд має досягти піку видимої зоряної величини 6,7 і його можна буде побачити в бінокль. Має абсолютну зоряну величину (H) 18,2. 
Згідно зі спостереженнями місії NEOWISE, астероїд має розмір приблизно 0,9 км в діаметрі, а його поверхня має досить низьке альбедо 0,097.
| ПНО | Дата       | Відстань наближення в місячних відстанях | Відстань наближення в місячних відстанях | Відстань наближення в місячних відстанях | Абс. зор. вел. (H) | Діаметр (C) (m) | Посилання (D) |
| ПНО | Дата       | Номінальна(B)                            | Максимальна                              | Мінімальна                               | Абс. зор. вел. (H) | Діаметр (C) (m) | Посилання (D) |
| --- | ---------- | ---------------------------------------- | ---------------------------------------- | ---------------------------------------- | ------------------ | --------------- | ------------- |
| (152680) 1998 KJ9 | 1914-12-31 | 0.606                                    | 0.604                                    | 0.608                                    | 19.4               | 279–900         | data          |
| (458732) 2011 MD5 | 1918-09-17 | 0.911                                    | 0.909                                    | 0.913                                    | 17.9               | 556–1795        | data          |
| (163132) 2002 CU11 | 1925-08-30 | 0.903                                    | 0.901                                    | 0.905                                    | 18.5               | 443–477         | data          |
| 69230 Гермес | 1937-10-30 | 1.926                                    | 1.926                                    | 1.927                                    | 17.5               | 700-900         | data          |
| 69230 Гермес | 1942-04-26 | 1.651                                    | 1.651                                    | 1.651                                    | 17.5               | 700-900         | data          |
| 2017 NM6 | 1959-07-12 | 1.89                                     | 1.846                                    | 1.934                                    | 18.8               | 580–1300        | data          |
| (27002) 1998 DV9 | 1975-01-31 | 1.762                                    | 1.761                                    | 1.762                                    | 18.1               | 507–1637        | data          |
| 2002 NY40 | 2002-08-18 | 1.371                                    | 1.371                                    | 1.371                                    | 19.0               | 335–1082        | data          |
| 2004 XP14 | 2006-07-03 | 1.125                                    | 1.125                                    | 1.125                                    | 19.3               | 292–942         | data          |
| 2015 TB145 | 2015-10-31 | 1.266                                    | 1.266                                    | 1.266                                    | 20.0               | 620-690         | data          |
| (137108) 1999 AN10 | 2027-08-07 | 1.014                                    | 1.010                                    | 1.019                                    | 17.9               | 556–1793        | data          |
| (153814) 2001 WN5 | 2028-06-26 | 0.647                                    | 0.647                                    | 0.647                                    | 18.2               | 921–943         | data          |
| 99942 Апофіс | 2029-04-13 | 0.0981                                   | 0.0963                                   | 0.1000                                   | 19.7               | 310–340         | data          |
| 2017 MB1 | 2072-07-26 | 1.216                                    | 1.215                                    | 2.759                                    | 18.8               | 367–1186        | data          |
| 2011 SM68 | 2072-10-17 | 1.875                                    | 1.865                                    | 1.886                                    | 19.6               | 254–820         | data          |
| (163132) 2002 CU11 | 2080-08-31 | 1.655                                    | 1.654                                    | 1.656                                    | 18.5               | 443–477         | data          |
| (416801) 1998 MZ | 2116-11-26 | 1.068                                    | 1.068                                    | 1.069                                    | 19.2               | 305–986         | data          |
| (153201) 2000 WO107 | 2140-12-01 | 0.634                                    | 0.631                                    | 0.637                                    | 19.3               | 427–593         | data          |
| (276033) 2002 AJ129 | 2172-02-08 | 1.783                                    | 1.775                                    | 1.792                                    | 18.7               | 385–1242        | data          |
| (290772) 2005 VC | 2198-05-05 | 1.951                                    | 1.791                                    | 2.134                                    | 17.6               | 638–2061        | data          |
| (A) Цей список включає зближення з Землею на відстань менше 2 місячних відстаней (МВО) об'єктів з H яскравіше за 20. (B) Номінальна геоцентрична відстань від центру Землі до центру об'єкта (Земля має радіус приблизно 6 400 км). (C) Діаметр: розрахунковий, теоретичний середній діаметр на основі H і діапазону альбедо між X і Y. (D) Посилання: джерело даних з SBDB JPL, з перерахунком AU в LD (1 AU≈390 LD) (E) Кольорові коди: не спостерігається під час близького зближення спостерігається під час близького зближення майбутні зближення |            |                                          |                                          |                                          |                    |                 |               |